# Gyula Sax
Gyula Sax (Budapest, 18 de junio de 1951 − 25 de enero de 2014) fue un jugador de ajedrez húngaro. Recibió el título de Maestro Internacional en 1972 y el de Gran Maestro en 1974. Fue Campeón de Hungría en 1976 y 1977 (conjuntamente). En 1971 y 1972, fue Campeón de Europa Juvenil y se clasificó primero en Rovinj-Zagreb (1975), Vinkovci (1976), Las Palmas (1978) y Ámsterdam (1979). Ganó el Abierto de Canadá de Ajedrez en 1978. Participó en el Torneo de candidatos después de clasificarse en el torneo interzonal de Subotica en 1987, pero fue eliminado por Nigel Short (+0=3-2). Su mayor ELO fue 2610.